# Eli Nepomuceno
Eli Nepomuceno é um coronel da reserva da Polícia Militar do Estado de São Paulo.
Nepomuceno ficou famoso devido ao envolvimento de seu nome no trágico evento ocorrido em 23 de abril de 1975, quando três jovens da alta sociedade paulistana foram brutalmente assassinados por membros da Rondas Ostensivas Tobias de Aguiar (ROTA), da Polícia Militar do Estado de São Paulo. Nepomuceno era o então comandante da ROTA e foi justamente acusado de ter obstruído as investigações sobre o caso, omitindo e deturpando fatos, assim como de ter ordenado a produção de evidências falsas que incriminassem os jovens assassinados. O livro 'Rota 66 traz em detalhes um reportagem investigativa com relatos de testemunhas dos ocorridos, tanto no caso Rota 66, quanto nos outros assassinatos que Eli Nepomuceno esteve envolvido.
Apesar da veracidade das acusações jamais ter sido comprovada, tão pouco o oposto, o envolvimento do coronel no caso fez o então prefeito Celso Pitta desistir de nomeá-lo para o cargo de comandante da Guarda Civil Metropolitana da cidade de São Paulo. Os assassinatos, amplamente divulgados na época, encontram-se cobertos pelo livro Rota 66, do jornalista Caco Barcelos.
Em janeiro de 2009, assumiu o cargo de secretário municipal de Segurança de Mogi das Cruzes, a 50 km da Capital paulista. À frente da secretaria, Nepomuceno comanda a Guarda Municipal, o sistema municipal de vigilância com câmeras e o Setor de Fiscalização, que engloba o trabalho de combate ao comércio irregular, entre outras funções.